# ميزوكي هاياشي
ميزوكي هاياشي (باليابانية: 林 瑞輝) (4 سبتمبر 1996 في أوساكا في اليابان – )؛ هو لاعب كرة قدم ياباني سابق كان يلعب كحارس مرمى.

## وصلات خارجية
- ميزوكي هاياشي على موقع الاتحاد الدولي (مؤرشف)  (الإنجليزية)
- ميزوكي هاياشي على موقع رابطة كرة القدم اليابانية للمحترفين (اليابانية)
- ميزوكي هاياشي على موقع قاعدة بيانات كرة القدم.إي يو (الإنجليزية)
- ميزوكي هاياشي على موقع Soccerway.com (الإنجليزية)
- ميزوكي هاياشي على موقع عالم كرة القدم.نت (الإنجليزية)
- ميزوكي هاياشي على موقع كووورة